# The Rolling Bridge
El Rolling Bridge es un puente rodante situado en la ciudad de Westminster en el Gran Londres, Reino Unido. Construido en 2004 y de unos 12 metros de longitud, es parte del Proyecto de desarrollo de Oficinas y Centro Comercial del Grand Union Canal, diseñado por el arquitecto británico Thomas Heatherwick.
La construcción se basa en 8 porciones triangulares de acero y madera y se cierra y abre por medio de bombas hidráulicas. El tiempo total para la apertura o cierre es de 3 minutos. La instalación técnica necesaria para su manejo está situada en un edificio contiguo. Cuando está totalmente enrollado forma un octágono. El puente se enrolla cada viernes al mediodía. En 2005 consiguió el premio de construcción Structural Steel Design Award.

## Diseño estructural

Animación del puente

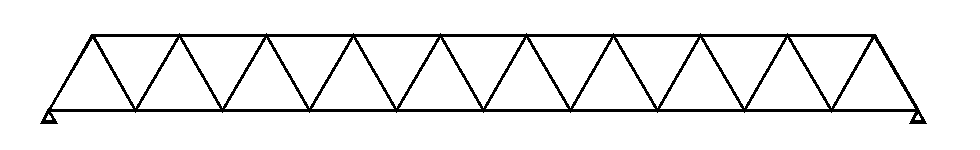
viga celosía tipo warren

Con el objetivo de marcar la obra con un carácter único, el diseño se centra en el sistema móvil. El equipo de ingenieros formado por SKM Anthony Hunt y Packman Lucas aprovechó la pequeña luz a salvar por la estructura (8,10 m) para experimentar con las posibilidades que el diseño les ofrecía. Se desconoce si Heatherwick empleó biomimética en el desarrollo de esta obra, pero está claro que un acercamiento tradicional le hubiera llevado a crear un tablero de una sola pieza que se desplaza vertical o lateralmente. Sin embargo, este diseño recuerda al movimiento de una oruga enrollándose sobre sí misma. El puente evoluciona desde una configuración de barandillas estructurales en doble celosía de tipo Warren, hasta convertirse en una escultura octogonal formada por sus correspondientes 8 triángulos. Los pistones hidráulicos verticales integrados en la barandilla se estiran para 'partir' lo que antes era el cordón superior de la celosía. Este mecanismo va plegando el conjunto sobre sí mismo hasta que los extremos se tocan y el círculo se cierra.